# Paraxanthodes
Paraxanthodes is een geslacht van kreeftachtigen uit de klasse van de Malacostraca (hogere kreeftachtigen).

## Soorten
- Paraxanthodes cumatodes (MacGilchrist, 1905)
- Paraxanthodes obtusidens (Sakai, 1965)
- Paraxanthodes polynesiensis Davie, 1993